# سیلور ماس
سیلور ماس (انگلیسی: Sylvère Maes; ۲۷ اوت ۱۹۰۹ – ۵ دسامبر ۱۹۶۶) دوچرخه‌سوار اهل بلژیک بود.